# Jacob et Joseph

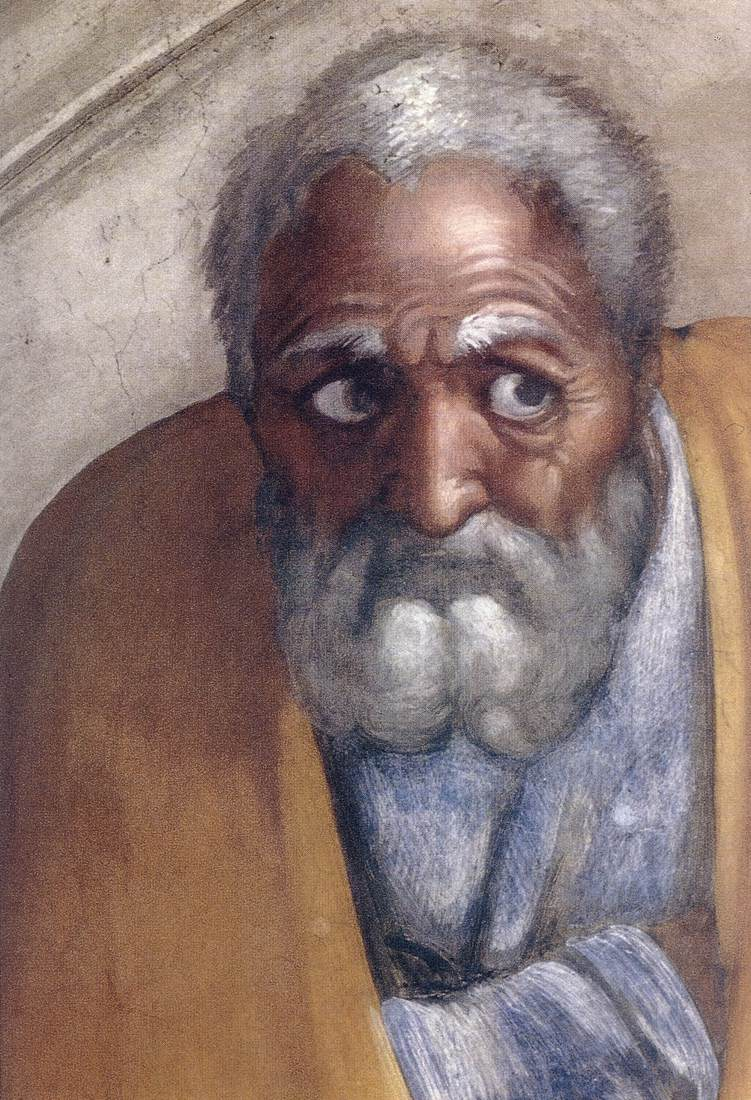
Détail.

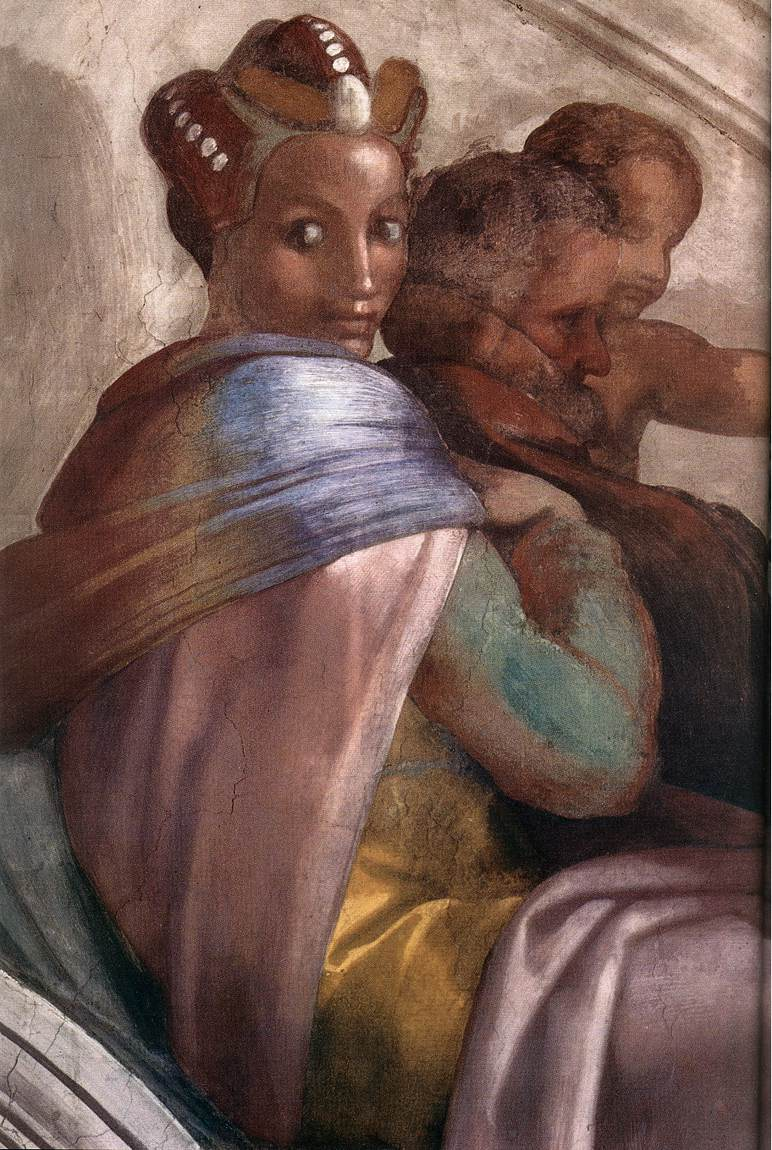
Détail.

Jacob et Joseph est une fresque réalisée dans une lunette par Michel-Ange vers 1508, laquelle fait partie de la décoration du mur du fond de la chapelle Sixtine, dans les musées du Vatican à Rome, dans le cadre des travaux de décoration de la voûte, commandés par Jules II.

## Histoire
Les lunettes, qui contiennent la série des Ancêtres du Christ, ont été réalisées, comme le reste des fresques de la voûte, en deux phases, à partir du mur du fond, en face de l'autel. Les derniers épisodes, d'un point de vue chronologique, des histoires ont donc été les premiers à être peints. À l'été 1511, la première moitié de la chapelle devait être achevée, nécessitant le démontage de l'échafaudage et sa reconstruction dans l'autre moitié. La deuxième phase, qui a débuté en octobre 1511, s'est terminée un an plus tard, juste à temps pour le dévoilement de l'œuvre la veille de la Toussaint 1512.
Parmi les parties les plus noircies de la décoration de la chapelle, les lunettes ont été restaurées avec des résultats étonnants en 1986.
La lunette de Jacob et Joseph est probablement la deuxième à être peinte par Michel-Ange.

## Description et style
Les lunettes suivent la généalogie du Christ à partir de l'Évangile selon Matthieu. Jacob et Joseph sont les ancêtres les plus directs du Christ, et leur lunette est située dos à l'autel, à droite sur le mur du fond. La fenêtre qui coupe la base, est ici simplement peinte.
La lunette est organisée avec un groupe de personnages sur chaque moitié, entrecoupé du cartouche avec les noms des protagonistes écrits en capitales romaines : « IACOB  /  IOSEPH  ». C'est le seul cartouche de la première moitié de la chapelle sans les modillons latéraux.
Jacob (selon l'interprétation dominante), à gauche, fronce les sourcils et est perplexe, enveloppé dans un grand et lourd manteau jaune. Il domine, en termes de couleur et d'expression, le groupe familial composé d'une femme et d'un enfant en arrière-plan. Le visage de Jacob est rendu avec des coups de pinceau denses et minutieux, souvent hachurés, afin de mettre en évidence chaque détail, tandis que les personnages derrière lui sont plus sommaires.
Joseph est le fils de Jacob et non le père putatif de Jésus. À droite une figure féminine, qui est l'épouse de Potiphar l'Égyptien qui tente de séduire Joseph, tient fermement ses vêtements et tourne la tête vers le spectateur à qui elle tourne le dos. Sa silhouette se distingue par sa vivacité et par la proéminence donnée par la coiffe exotique, avec des bandes de tricorne dans un décor et des inserts blancs. Son visage s'estompe légèrement en profondeur, rehaussé par la couleur changeante de la cape qui s'enroule autour de son épaule à ce moment-là.
Dans la pénombre, l'enfant Jésus est dans les bras de Joseph, tandis qu'une petite fille tend un miroir vers lui, faisant une torsion, peut-être une allégorie de l'Église.
Joseph serait l'homme à l'arrière-plan, mais il y a aussi des interprétations qui renversent cette hypothèse : Joseph serait l'homme au manteau jaune et la femme à droite serait l'épouse de Jacob. Cependant, c'est une hypothèse moins suivie, car la femme a trop de proéminence et son manteau rose est un attribut typiquement marial.